# Mähri Geldiýewa
Mähri Geldiýewa est une joueuse d'échecs turkmène née Mähri Ovezova le 4 avril 1973. Première grand maître international féminin du Turkménistan, elle remporta deux fois la médaille d'or individuelle au premier échiquier lors des olympiades d'échecs féminines.
Au 1er avril 2023, elle est la première joueuse turkmène avec un classement Elo de 2 132 points.

## Biographie et carrière
Geldiýewa fut troisième au championne du monde d'échecs junior (filles de moins de 20 ans) à Calcutta en 1993. En 1998, elle finit troisième (médaille de bronze) au Championnat d'Asie d'échecs féminin. La même année, elle obtint le titre de grand maître international féminin en 1998, devenant la première joueuse turkmène à obtenir le titre. En 2009, elle remporta le championnat de Turkménistan avec quinze victoires et deux parties nulles (15 / 16).
Elle représenta le Turkménistan lors de sept olympiades féminines d'échecs de 1994 à 2010, marquant 62 points en 93 parties au premier échiquier et remportant la médaille d'or individuelle en 1996 (10,5 points marqués en 14 parties) et en 1998 (10,5 points marqués en 13 parties).